# Nålefiskfamilien
Nålefisk-familien (Syngnathidae) er en familie inden for dyreriget.
Hos nogle nålefisk (bl.a. de fleste søheste) er det bogstaveligt hannen som er gravid og som føder ungerne.

## Klassifikation
Tidligere har nålefiskene været betragtet som beslægtede med hundestejlefamilien og medtaget i ordenen hundestejler (Gasterosteiformes) på grund af ligheder som benplader på kroppen i stedet for skæl, men nyere molekylære undersøgelser viser at lighederne kun er overfladiske, og de henregnes nu til forskellige ordener.
Familie: Syngnathidae
- Underfamilie: Syngnathinae Tangnåle (ca. 50 slægter)
  - Slægt: Syngnathus (ca. 30 arter)
    - Syngnathus typhle (Tangnål)
    - Syngnathus rostellatus (Lille tangnål)
    - Syngnathus acus (Stor tangnål)

  - Slægt: Phyllopteryx
    - Phyllopteryx taeniolatus (Løvpjaltefisk)

  - Slægt: Phycodurus
    - Phycodurus eques (Pjaltefisk)
- Underfamilie: Hippocampinae Søheste
  - Slægt: Hippocampus (ca. 40 arter)